# Henry Cecil, I marchese di Exeter
Henry Cecil, I marchese di Exeter (Bruxelles, 14 marzo 1754 – 1º maggio 1804), è stato un nobile e politico inglese.

## Biografia

### Infanzia
Era figlio di Thomas Chambers Cecil, secondo figlio di Brownlow Cecil, VIII conte di Exeter. Thomas condusse una vita dissoluta, e per un certo tempo, fu costretto a vivere all'estero, a Bruxelles, dove sposò Charlotte Garnier, una signora di umili origini (secondo alcune voci era una ballerina). Quando Henry nacque, nel 1754, era l'erede presuntivo di suo zio, Brownlow Cecil, IX conte di Exeter.
Frequentò Eton College e St John College.

### Carriera
Nel 1774, quando aveva solo 20 anni, divenne deputato di Stamford, carica che ricoprì fino al 1790. Nel 1793 succedette a suo zio ed entrò nella Camera dei lord. Nel febbraio 1801 fu creato marchese di Exeter.

### Matrimoni
Sposò, il 23 maggio 1776, l'ereditiera Emma Vernon, figlia di Thomas Vernon. Ebbero un figlio nato nel 1777, che morì all'età di due mesi. La coppia divorziò il 10 giugno 1791.
Sposò, il 3 ottobre 1791, Sarah Hoggins (28 giugno 1773-18 gennaio 1797), figlia di Thomas Hoggins e Jane Bayley. Ebbero tre figli:
- Lady Sophia Cecil (1793-1823), sposò Henry Manvers Pierrepont, ebbero una figlia;
- Brownlow Cecil, II marchese di Exeter (2 luglio 1795-16 gennaio 1867);
- Lord Thomas Cecil (1º gennaio 1797-29 novembre 1873), sposò Lady Sophia Lennox, non ebbero figli.

Sarah morì nel 1797 di parto.
Sposò, il 19 agosto 1800, Elizabeth Burrell, figlia di Peter Burrell e Elizabeth Lewis. Elizabeth era l'ex moglie di Douglas Hamilton, VIII duca di Hamilton. Non ebbero figli.

### Morte
Morì il 1º maggio 1804, all'età di 50 anni.

## Ascendenza
|                                      |   |                    | Genitori                     |  |  | Nonni |  |  | Bisnonni                       |  |  | Trisnonni                     |  |
|                                      |   |                    |                              |  |  |       |  |  | John Cecil, VI conte di Exeter |  |  | John Cecil, V conte di Exeter |  |
|                                      |   |                    |                              |  |  |       |  |  | John Cecil, VI conte di Exeter |  |  | John Cecil, V conte di Exeter |  |
|                                      |   | Anne Cavendish     |                              |  |  |       |  |  | John Cecil, VI conte di Exeter |  |  |                               |  |
| Brownlow Cecil, VIII conte di Exeter |   |                    |                              |  |  |       |  |  | John Cecil, VI conte di Exeter |  |  |                               |  |
|                                      |   | Elizabeth Brownlow | John Brownlow, III baronetto |  |  |       |  |  |                                |  |  |                               |  |
|                                      |   | Elizabeth Brownlow | John Brownlow, III baronetto |  |  |       |  |  |                                |  |  |                               |  |
|                                      |   | Elizabeth Brownlow | Alice Sherard                |  |  |       |  |  |                                |  |  |                               |  |
| Thomas Chambers Cecil                |   | Elizabeth Brownlow |                              |  |  |       |  |  |                                |  |  |                               |  |
|                                      |   | Thomas Chambers    | …                            |  |  |       |  |  |                                |  |  |                               |  |
|                                      |   | Thomas Chambers    | …                            |  |  |       |  |  |                                |  |  |                               |  |
|                                      |   | Thomas Chambers    | …                            |  |  |       |  |  |                                |  |  |                               |  |
| Hannah Sophia Chambers               |   | Thomas Chambers    |                              |  |  |       |  |  |                                |  |  |                               |  |
|                                      |   | Margaret Bagnold   | …                            |  |  |       |  |  |                                |  |  |                               |  |
|                                      |   | Margaret Bagnold   | …                            |  |  |       |  |  |                                |  |  |                               |  |
|                                      |   | Margaret Bagnold   | …                            |  |  |       |  |  |                                |  |  |                               |  |
| Henry Cecil, I marchese di Exeter    |   | Margaret Bagnold   |                              |  |  |       |  |  |                                |  |  |                               |  |
|                                      | … | …                  |                              |  |  |       |  |  |                                |  |  |                               |  |
|                                      | … | …                  |                              |  |  |       |  |  |                                |  |  |                               |  |
|                                      | … | …                  |                              |  |  |       |  |  |                                |  |  |                               |  |
| …                                    | … |                    |                              |  |  |       |  |  |                                |  |  |                               |  |
|                                      |   | …                  | …                            |  |  |       |  |  |                                |  |  |                               |  |
|                                      |   | …                  | …                            |  |  |       |  |  |                                |  |  |                               |  |
|                                      |   | …                  | …                            |  |  |       |  |  |                                |  |  |                               |  |
| Charlotte Garnier                    |   | …                  |                              |  |  |       |  |  |                                |  |  |                               |  |
|                                      |   | …                  | …                            |  |  |       |  |  |                                |  |  |                               |  |
|                                      |   | …                  | …                            |  |  |       |  |  |                                |  |  |                               |  |
|                                      |   | …                  | …                            |  |  |       |  |  |                                |  |  |                               |  |
| …                                    |   | …                  |                              |  |  |       |  |  |                                |  |  |                               |  |
|                                      |   | …                  | …                            |  |  |       |  |  |                                |  |  |                               |  |
|                                      |   | …                  | …                            |  |  |       |  |  |                                |  |  |                               |  |
|                                      |   | …                  | …                            |  |  |       |  |  |                                |  |  |                               |  |
|                                      |   | …                  |                              |  |  |       |  |  |                                |  |  |                               |  |